# Joaquin Miller
Joaquin Miller, pseudoniem van Cincinnatus Heine (of Hiner) Miller (8 september 1837 - 17 februari 1913), was een Amerikaans dichter en een kleurrijk figuur in het Amerikaanse Westen. Miller heeft de bijnaam "Poet of the Sierras" (dichter van de Sierra's).

## Biografie
Op 8 september 1837 werd Cincinnatus Hiner Miller geboren in de Amerikaanse staat Indiana. (Later zou Miller zijn geboortedatum om onbekende redenen veranderen naar 10 november 1841.) De familie Miller verhuisde een tijd later naar Oregon, waar ze een boerderij begonnen in de Willamette Valley. Als jongeman trok Joaquin Miller naar Noord-Californië tijdens de Californische goldrush. Hij beleefde er verschillende avonturen en leefde onder andere gedurende een jaar in een indianendorp. Enkele van zijn populaire werken, zoals Life Amongst the Modocs, gaan over die periode.
In de lente van 1857 nam Miller deel aan een expeditie tegen de indianen van de Pit River Tribe nadat zij een blanke man hadden gedood. Jaren later zou Miller beweren dat hij aan de zijde van de indianen streed. Ook in 1857 trouwde Miller met een indiaanse vrouw genaamd Paquita, met wie hij in de omgeving van de McCloud-rivier woonde. Het koppel kreeg twee kinderen. Miller trok daarna een tijd naar de mijnkampen in het noorden van Idaho. Miller hield zich in die periode met verschillende activiteiten bezig. Zo was hij enige tijd kok in een mijnkamp, maar ook advocaat, journalist, Pony Expressruiter en paardendief. Hij verdiende naar schatting 3000 dollar als ruiter voor de Pony Express en gebruikte dat geld om naar Oregon te komen. In 1862 huwde Miller Theresa Dyer, met wie hij drie kinderen kreeg. In Canyon City werd Miller in 1864 verkozen tot rechter van Grant County.
In 1868 verscheen Millers eerste poëziebundel Specimens. Er werden 500 exemplaren gedrukt, waarvan Miller het merendeel weggaf. Het volgende jaar verscheen Joaquin et al., waarin de auteur zijn wanhoop uitdrukte.

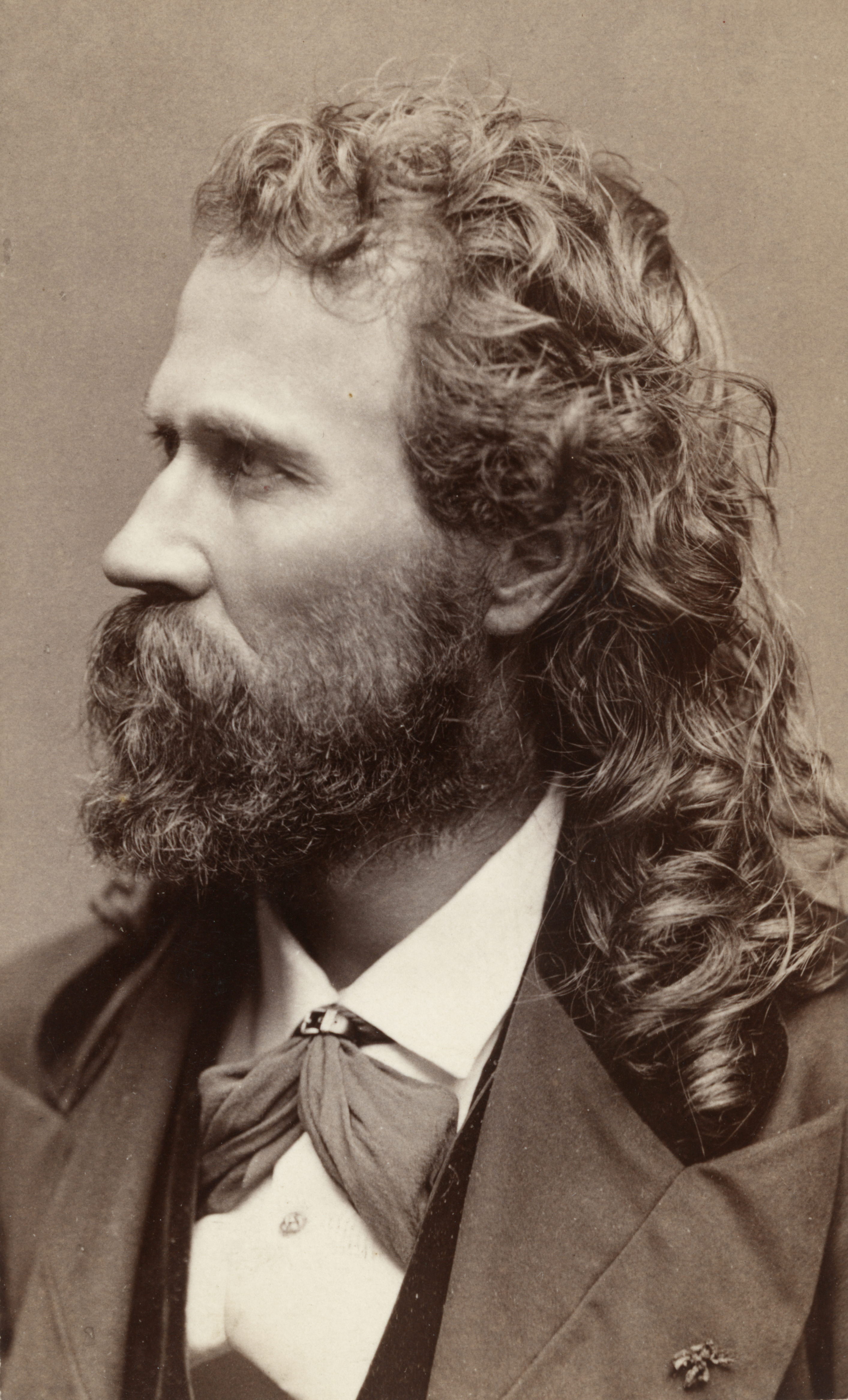
1875

In april 1870 scheidde Dyer van Miller. Het jongste kind werd aan Miller toegewezen, terwijl de twee oudste onder voogdij van de moeder kwamen. Volgens Miller zelf heeft de scheiding er bovendien voor gezorgd dat hij de nominatie voor een zitje in het Hooggerechtshof van Oregon niet kreeg.

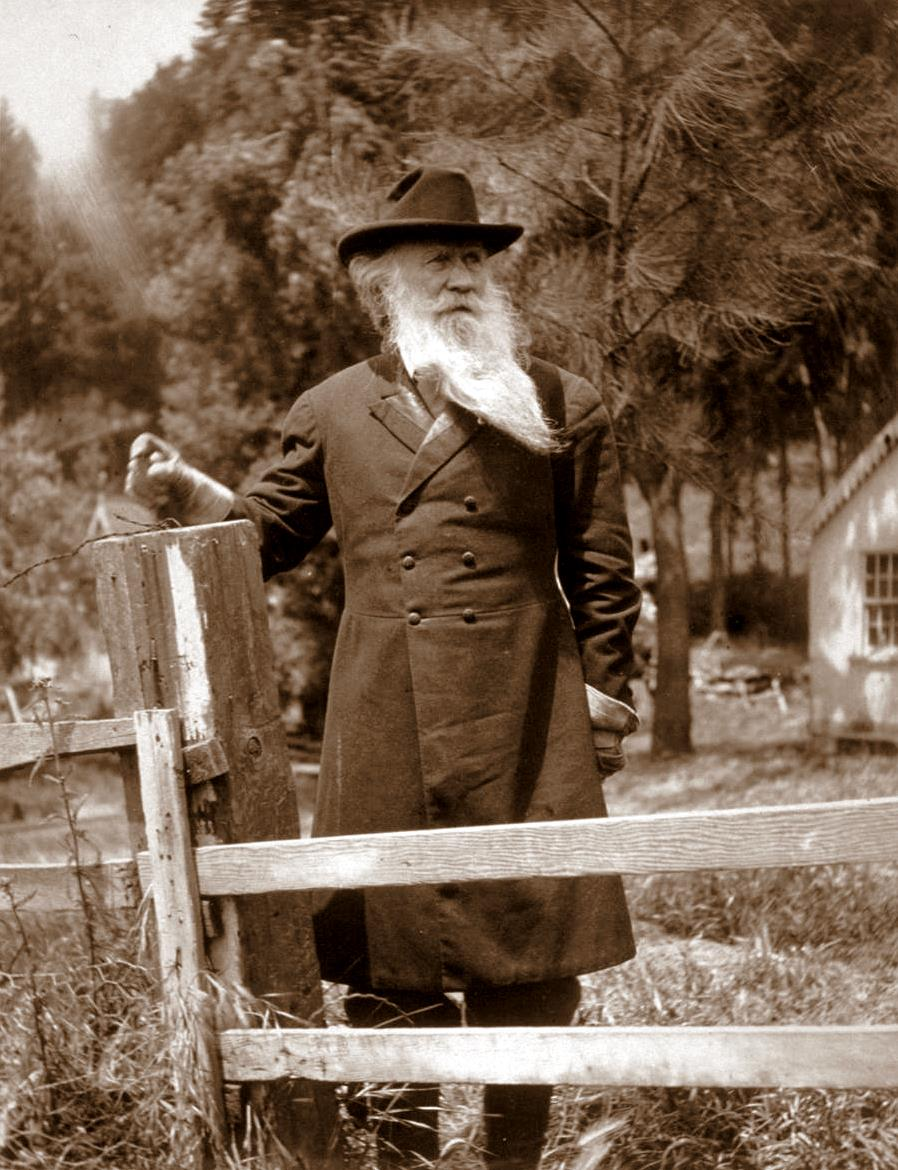
Miller op latere leeftijd.

Joaquin Miller ondernam in juli 1870 een reis naar San Francisco, waar hij bevriend raakte met Charles Warren Stoddard en Ina Coolbrith. Daarna reisde Miller naar Engeland, waar men hem onthaalde als een curiositeit van de frontier. Wanneer hij in 1871 het boek Songs of the Sierras uitgaf, kreeg hij zijn bekende bijnaam "Poet of the Sierras". Het boek werd goed onthaald door de Britse pers en door leden van Pre-Raphaelite Brotherhood, met name de gebroeders Rossetti. Miller verliet Engeland nogal abrupt in september 1871. Na enkele bezoekjes aan familie in het oosten van de VS, keerde hij terug naar de westkust en vestigde hij zich in Californië, waar hij fruit teelde en poëzie schreef.
In 1877 maakte Miller van zijn First Fam'lies of the Sierras een toneelstuk, getiteld The Danites, or, the Heart of the Sierras. De première was op 22 augustus in New York. Het was een van de meest succesrijke anti-mormoonse toneelstukken in de VS. Millers roman The Destruction of Gotham, uitgegeven in 1886, was een van de eerste boeken waarin een prostituee als heldin werd opgevoerd.
Op 8 september 1879 huwde Joaquin Miller voor de derde keer. Zijn nieuwe echtgenote was Abigail Leland. Miller verhuisde in 1886 naar Oakland (Californië), waar hij een huis bouwde dat hij "The Hights" noemde. Het Joaquin Miller House is sinds 1962 erkend als National Historic Landmark.
In het jaar 1897 reisde Miller naar de Yukon en Alaska als journalist. In zijn verslagen deed hij onterecht uitschijnen dat de reis gemakkelijk en goedkoop was. In feite vroos Miller bijna dood. Twee van zijn tenen geraakten bevroren.
De dichter overleed op 17 februari 1913 in het bijzijn van vrienden en familie. Zijn laatste woorden waren naar verluidt: "Take me away; take me away!"